# Gouy-sous-Bellonne
Gouy-sous-Bellonne és un municipi francès situat al departament del Pas de Calais i a la regió dels Alts de França. L'any 2007 tenia 1.217 habitants.

## Demografia
El 2017 la població era de 1368 persones. El 2007 hi havia 474 famílies de les quals 88 eren unipersonals, 497 habitatges, principalment cases unifamiliars, (485 habitatges principals, una segona residència i onze estaven desocupats.

## Economia
El 2007 la població en edat de treballar era de 829 persones, 558 eren actives i 271 eren inactives.
Dels 45 establiments que hi havia el 2007, 1 era d'una empresa alimentària, 2 d'empreses de fabricació d'altres productes industrials, 7 d'empreses de construcció, 12 d'empreses de comerç i reparació d'automòbils, 2 d'empreses de transport, 3 d'empreses d'hostatgeria i restauració, 4 d'empreses financeres, 2 d'empreses immobiliàries, 2 d'empreses de serveis, 7 d'entitats de l'administració pública i 3 d'empreses classificades com a «altres activitats de serveis».
Hi havia el 2009, tres tallers de reparació d'automòbils i de material agrícola, dos paletes, dues lampisteries, dues perruqueries, un restaurant i una agència immobiliària. Hi havia el 2009 una botiga de menys de 120 m².
L'any 2000 a Gouy-sous-Bellonne hi havia set explotacions agrícoles.

## Equipaments sanitaris i escolars
El 2009 hi havia una farmàcia i una escola elemental.